# Not Alone (Aram Mp3)
Not Alone è un singolo del cantante armeno Aram Mp3, pubblicato nel 2014. Con questa canzone l'artista ha partecipato all'Eurovision Song Contest 2014 in Danimarca, dove si è classificato al quarto posto.

## Tracce
- Download digitale

1. Not Alone – 3:03
2. Not Alone (Official remix by DJ Serjo) – 4:01